# 구미 낙산리 고분군
구미 낙산리 고분군(龜尾 洛山里 古墳群)은 대한민국 경상북도 구미시 해평면 낙산리에 있는, 가야와 신라의 무덤들이다. 사적 제336호로 지정되어 있다.

## 개요
3세기에서 7세기 중반기의 가야와 신라의 무덤들로 총 205기에 달하며, 낙동강 동쪽에 인접한 해발 700m 내외의 광범위한 구릉지대에 분포한다.
무덤을 덮은 봉분은 원형과 표주박형으로 되어있고, 내부는 널무덤(토광묘), 독무덤(옹관묘), 돌덧널무덤(석관묘)으로 되어있다. 유물은 굽다리접시(고배)를 비롯한 토기류와 치레거리(장신구), 고리자루 큰칼(환두대도) 등의 철기류가 발견되었다.
이 무덤들은 당시 이지역에 존재한 세력의 크기와 문화를 알 수 있는 중요한 자료이다.

## 발굴
원래 낙산 일대는 가야시대와 신라 진흥왕 때 일선주(一善州)의 소재지로서 대규모의 가야, 신라고분이 밀집, 형성되어 있다. 확인된 고분수는 정묘산 64기, 월파정산 81기, 불로산이 60기이다. 1980∼1990년에 효성여대 박물관에서 발굴 조사하였고 1990년부터 사적으로 지정, 관리하고 있다. 9기의 고분을 발굴하여 가야시대 등잔을 비롯하여 400여 점의 유물을 수습하여 현재 대구가톨릭대학교 박물관에 보관 중이다.

## 현지 안내문
이 곳에는 크고 작은 고분들이 200여기가 밀집·형성되어 있다. 학술발굴 조사를 통해 원삼국시대에서 통일신라시대까지 널무덤·독무덤·구덩이식 돌덧널무덤·돌방무덤 등의 여러 종류와 다양한 형태의 무덤이 형성되어 있다. 유물은 금제 또는 금동제 귀고리와 가야시대 등잔 토기 등의 부장품이 출토되었다. 이 고분군은 이 일대를 지배하고 있었던 토착 지배세력의 집단 묘지로 추정된다.

## 참고 자료
- 구미 낙산리 고분군 - 국가유산청 국가유산포털